# Fonsagrada

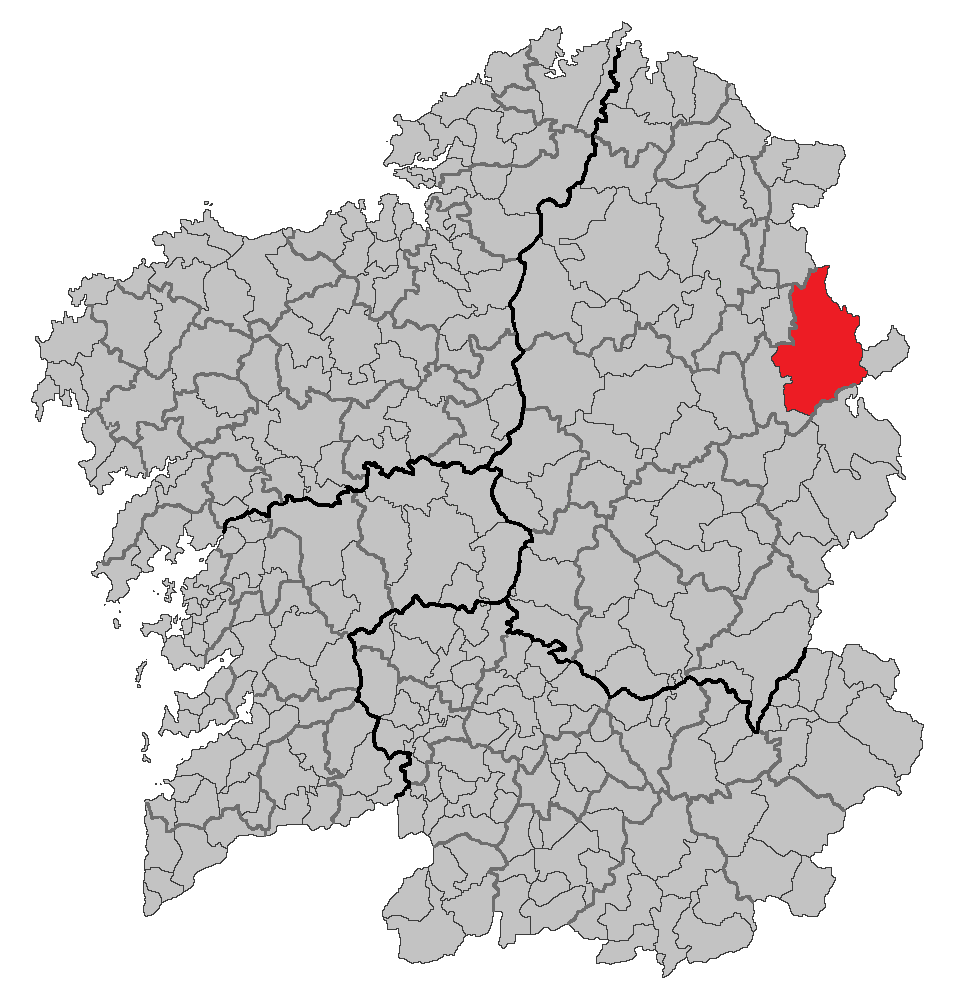
Localização da Fonsagrada

A Fonsagrada (A Fonsagrada em galego, Fonsagrada em espanhol) é um município da Espanha na província de Lugo, comunidade autónoma da Galiza, de área 438,45 km² com população de 4748 habitantes (2007) e densidade populacional de 11,41 hab/km².

## Demografia
| Variação demográfica do município entre 1991 e 2004 | Variação demográfica do município entre 1991 e 2004 | Variação demográfica do município entre 1991 e 2004 | Variação demográfica do município entre 1991 e 2004 |
| --------------------------------------------------- | --------------------------------------------------- | --------------------------------------------------- | --------------------------------------------------- |
| 1991                                                | 1996                                                | 2001                                                | 2004                                                |
| 6986                                                | 5948                                                | 5082                                                | 5007                                                |